# Emilio Settimelli
Emilio Settimelli (Firenze, 2 agosto 1891 – Lipari, 12 febbraio 1954) è stato uno scrittore italiano.
A lui si deve la formulazione, in collaborazione con Tommaso Marinetti e Bruno Corra, dell'idea di Teatro futurista.

## Biografia
Nel 1913 fonda le riviste "Il Centauro" e "La Rivista", in compagnia di Corra e Mario Carli, aderendo al movimento futurista di Marinetti. Nel 1916, sempre con Corra, crea L'Italia futurista, organo del movimento, dalle cui pagine elabora, nel 1916, le tesi sul cinema futurista e sulla scienza futurista. Nel 1918 fonda, a Roma con Marinetti, la rivista Roma Futurista. Sempre a Roma, nel 1923, con Mario Carli avvia il quotidiano L'Impero, nelle cui pagine scriverà tra gli altri Galeazzo Ciano.
Volontario nella guerra d'Etiopia, nel 1936 fonda il settimanale Il riccio. Battagliero e polemico verso la corruzione e l'immoralità della classe dirigente fascista, viene più volte espulso dal partito, e nel 1939 viene condannato a cinque anni di confino (ridotti poi a quattro). Nel dopoguerra resta ai margini del giornalismo che conta, e nel 1949 decide di trasferirsi a Lipari. Nel 1952 pubblica il controverso libro Edda contro Benito, prima sequestrato e poi distrutto in seguito a procedura giudiziaria.

## Pubblicistica
Ha scritto: Nuovo modo d' amare (1918); Donne allo spiedo (1921); Marinetti : l'uomo e l'artista (1921); Sassate : Antilibro, con cento disegni di Musacchio (1926); Edda contro Benito, indagine sulla personalita' del Duce attraverso un memoriale autografo di Edda Ciano, qui riprodotto (1952).